# Дхануса (район)
Дхануса (непальск. धनुषा जिल्ला) — один из 75 районов Непала. Входит в состав зоны Джанакпур, которая, в свою очередь, входит в состав Центрального региона страны. Административный центр — город Джанакпур.
Граничит с районом Махоттари (на западе), районом Синдхули (на севере), районом Сираха зоны Сагарматха (на востоке) и с индийским штатом Бихар (на юге). Площадь района составляет 1180 км².
Население по данным переписи 2011 года составляет 754 777 человек, из них 378 538 мужчин и 376 239 женщин. По данным переписи 2001 года население насчитывало 671 364 человека. Большая часть населения говорит на языке майтхили. 89,35 % населения исповедуют индуизм; 8,36 % — ислам; 1,49 % — буддизм.